# Martha Wash

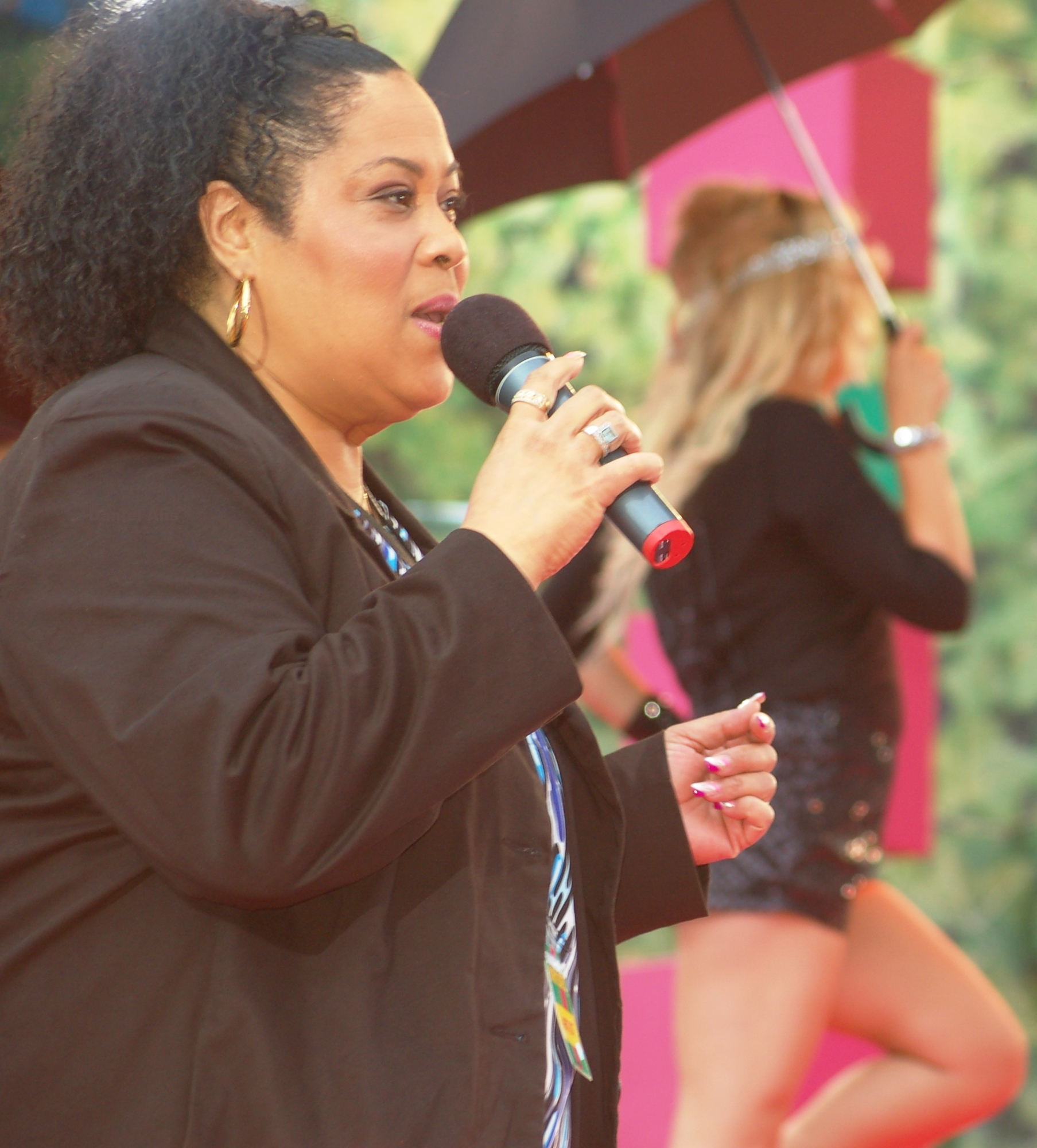
Martha Wash (2008)

Martha Wash (* 28. Dezember 1953 in San Francisco, Kalifornien) ist eine US-amerikanische Sängerin, die seit den späten 1970er Jahren vor allen Dingen durch Aufnahmen in diversen Genres der elektronischen Tanzmusik bekannt wurde. Insbesondere ihre House-Aufnahmen brachten ihr in den 1990er Jahren eine ganze Reihe großer Erfolge ein. Darunter mehrere Nummer-eins-Hits in den Dance-Charts von Billboard.

## Biografie
Wash startete ihre Karriere als Backgroundsängerin des Disco-Musikers Sylvester. Mit ihrer Kollegin Izora Armstead gründete sie das Duo Two Tons o’ Fun, das später in The Weather Girls umbenannt wurde und ebenfalls Disco-Musik aufnahm. Mit It’s Raining Men gelang den beiden ein Top-Hit, der ihnen eine Grammy-Nominierung einbrachte und zum Klassiker avancierte.
Nachdem sich The Weather Girls Ende der 1980er Jahre trennten, lieh Wash ihre Stimme verschiedenen Houseacts, unter anderem Black Box und C+C Music Factory. Allerdings wurde sie wegen ihres Übergewichts in den Musikvideos, ohne vorherige Absprache, durch Playbacksängerinnen ersetzt. Sie klagte erfolgreich dagegen.
1993 veröffentlichte sie ihre erste CD unter ihrem eigenen Namen Martha Wash. 1996 und 1997 nahm sie mit Todd Terry und Jocelyn Brown zwei erfolgreiche Hits auf, Keep on Jumping und Something’s Going On. 1997 veröffentlichte sie The Collection, ein Best-of-Album mit den größten Hits ihrer 20-jährigen Karriere.
2004 gründete Wash ihr eigenes Label Purple Rose, auf dem zwei Studio-Alben von ihr erschienen: Something Good (2013) und Love & Conflict (2020). Darüber hinaus bildete sie mit ihren Disco-Kolleginnen Evelyn „Champagne“ King und Linda Clifford das Trio First Ladies of Disco. Gemeinsam ging man auf Tournee. 2017 wurde King durch Norma Jean Wright, einst Leadsängerin von Chic, ersetzt.
Wash tritt weiterhin international auf: Neben den Shows mit First Ladies of Disco auch weiterhin solo zum Beispiel im Rahmen von Gay-Pride-Veranstaltungen. Die Sängerin engagiert sich seit mehr rund 40 Jahren für LGBT-Rechte und sammelt Spenden für den Kampf gegen HIV/AIDS, nachdem sie mit ansehen musste, wie Sylvester der Krankheit erlag.

## Diskografie

### Alben
| Jahr | Titel       | Höchstplatzierung, Gesamtwochen, AuszeichnungChartplatzierungen (Jahr, Titel, Platzierungen, Wochen, Auszeichnungen, Anmerkungen) | Höchstplatzierung, Gesamtwochen, AuszeichnungChartplatzierungen (Jahr, Titel, Platzierungen, Wochen, Auszeichnungen, Anmerkungen) | Höchstplatzierung, Gesamtwochen, AuszeichnungChartplatzierungen (Jahr, Titel, Platzierungen, Wochen, Auszeichnungen, Anmerkungen) | Höchstplatzierung, Gesamtwochen, AuszeichnungChartplatzierungen (Jahr, Titel, Platzierungen, Wochen, Auszeichnungen, Anmerkungen) | Höchstplatzierung, Gesamtwochen, AuszeichnungChartplatzierungen (Jahr, Titel, Platzierungen, Wochen, Auszeichnungen, Anmerkungen) | Anmerkungen |
| Jahr | Titel       | DE | AT | CH | UK | US | Anmerkungen |
| ---- | ----------- | --- | --- | --- | --- | --- | ----------- |
| 1993 | Martha Wash | — | — | — | — | US169 (2 Wo.)US |             |

Weitere Alben
- 1998: The Collection (Kompilation)
- 2013: Something Good
- 2020: Love & Conflict

### Singles
| Jahr | Titel                         | Höchstplatzierung, Gesamtwochen, AuszeichnungChartplatzierungen (Jahr, Titel, Platzierungen, Wochen, Auszeichnungen, Anmerkungen) | Höchstplatzierung, Gesamtwochen, AuszeichnungChartplatzierungen (Jahr, Titel, Platzierungen, Wochen, Auszeichnungen, Anmerkungen) | Höchstplatzierung, Gesamtwochen, AuszeichnungChartplatzierungen (Jahr, Titel, Platzierungen, Wochen, Auszeichnungen, Anmerkungen) | Höchstplatzierung, Gesamtwochen, AuszeichnungChartplatzierungen (Jahr, Titel, Platzierungen, Wochen, Auszeichnungen, Anmerkungen) | Höchstplatzierung, Gesamtwochen, AuszeichnungChartplatzierungen (Jahr, Titel, Platzierungen, Wochen, Auszeichnungen, Anmerkungen) | Anmerkungen                                  |
| Jahr | Titel                         | DE | AT | CH | UK | US | Anmerkungen                                  |
| ---- | ----------------------------- | --- | --- | --- | --- | --- | -------------------------------------------- |
| 1992 | Carry On                      | — | — | — | UK49 (3 Wo.)UK | — |                                              |
| 1993 | Give It to You                | — | — | — | UK37 (4 Wo.)UK | US90 (2 Wo.)US |                                              |
| 1993 | Runaround / Carry On          | — | — | — | UK49 (2 Wo.)UK | — |                                              |
| 1996 | Keep On Jumpin’               | — | AT38 (1 Wo.)AT | — | UK8 (6 Wo.)UK | — | Todd Terry feat. Martha Wash & Jocelyn Brown |
| 1997 | Something Goin’ On            | DE93 (5 Wo.)DE | — | — | UK5 (26 Wo.)UK | — | Todd Terry feat. Martha Wash & Jocelyn Brown |
| 1997 | Carry On ’97                  | — | — | — | UK49 (1 Wo.)UK | — |                                              |
| 1998 | It’s Raining Men … The Sequel | — | — | — | UK21 (3 Wo.)UK | — | feat. RuPaul                                 |
| 1998 | Catch the Light               | — | — | — | UK45 (2 Wo.)UK | — |                                              |
| 1999 | Come                          | — | — | — | UK64 (1 Wo.)UK | — |                                              |
| 2000 | It’s Raining Men              | — | — | — | UK56 (2 Wo.)UK | — |                                              |

Weitere Singles
- 1987: Got the Feeling (mit Izora Armstead)
- 1993: Now That You’re G
- 1996: Hold On Tight (Lambda feat. Martha Wash)
- 1999: Listen to the People (Small Voices Calling feat. Martha Wash)
- 2004: You Lift Me Up
- 2004: Let the Spirit
- 2007: Keep Your Body Working (Tony Moran feat. Martha Wash)
- 2011: I’ve Got You
- 2015: N2U (Showtek & Eva Shaw feat. Martha Wash)
- 2017: I Didn't Know (Serhat feat. Martha Wash)